# Herbert Schlögel
Herbert Schlögel OP (* 17. Dezember 1949 in Nürnberg) ist ein deutscher Moraltheologe.

## Leben
Herbert Schlögel studierte Theologie und Philosophie an der  Albertus-Magnus-Akademie (Dominikanerkloster St. Albert) in Bornheim-Walberberg. Er empfing im Jahre 1974 das Sakrament der Priesterweihe und arbeitete anschließend als Seelsorger. Nach seiner Promotion zum Doktor der Theologie im Jahre 1981 war er Referent für Glaubensfragen im Sekretariat der Deutschen Bischofskonferenz sowie Sekretär der Glaubenskommission der Deutschen Bischofskonferenz. In den Jahren 1988 bis 1991 absolvierte er ein Habilitationsstudium  im Fachbereich Moraltheologie in Würzburg. Von 1991 bis 1994 war er Privatdozent für Moraltheologie an der Kath.-Theol. Fakultät der Universität Würzburg und hatte einen Lehrauftrag für Moraltheologie an der Philosophischen Fakultät der Universität Köln.
Von 1994 bis 2015 war Herbert Schlögel Professor für Moraltheologie an der Katholisch-Theologischen Fakultät der Universität Regensburg.

## Werke (Auswahl)
- Kirche und sittliches Handeln. Zur Ekklesiologie in der Grundlagendiskussion der deutschsprachigen katholischen Moraltheologie seit der Jahrhundertwende. Matthias-Grünewald-Verlag, Mainz 1981, ISBN 3-7867-0884-3 (zugl. Dissertation, Universität Bonn 1960).
- Nicht moralisch, sondern theologisch. Zum Gewissensverständnis von Gerhard Ebeling. Matthias-Grünewald-Verlag, Mainz 1992, ISBN 3-7867-1611-0 (zugl. Habilitationsschrift, Universität Würzburg 1991).
- Profi und Profil. Zum Ethos pastoraler Berufe; Festschrift Wilhelm Breuning. Pustet Verlag, Regensburg 2000, ISBN 3-7917-1727-8.
- Kirche – Moral – Spiritualität (Studien zur Moraltheologie; 18). LIT-Verlag, Münster 2001, ISBN 3-8258-5303-9.
- Wie weit trägt Einheit? Ethische Begriffe im evangelisch-katholischen Dialog (Ethik im theologischen Diskurs; 9). LIT-Verlag, Münster 2004, ISBN 3-8258-7880-5.